# Улица Народного Ополчения (Москва)
У́лица Наро́дного Ополче́ния — одна из важнейших улиц на западе Москвы в районах Хорошёво-Мнёвники и Щукино Северо-Западного административного округа. Находится между Карамышевской набережной, продолжая улицу Нижние Мнёвники, и железнодорожной линией Малого кольца МЖД, за которой переходит в улицу Алабяна. Нумерация домов от Карамышевской набережной. Входит в состав Северо-Западной хорды.

## Происхождение названия
В 1922 году Ходынское поле в ознаменование пятилетия Октябрьской революции было переименовано в Октябрьское поле. С 1948 года началась массовая застройка его западной части, известной с XIX века как Военное поле, где были образованы 1—10-я улицы Октябрьского Поля, которые позже были все переименованы.
Новая улица 8 декабря 1964 года получила название улица Народного Ополчения в ознаменование 23-й годовщины начала наступления во время Битвы под Москвой, в память о сформированных в 1941 году дивизиях народного ополчения, принимавших участие в разгроме фашистских войск.

## История
Северная часть будущей улицы Народного Ополчения была сформирована ещё до Великой Отечественной войны и являлась продолжением Песчаной улицы. Южная часть улицы между Карамышевской набережной и Новохорошёвским шоссе (ныне — проспект Маршала Жукова) представляла собой дорогу к деревне Мнёвники. В 1948 году в ходе застройки района Октябрьского Поля северная часть получила название 1-я улица Октябрьского Поля.
Прокладка центральной части улицы от Октябрьского поля до Новохорошёвского шоссе началась в 1959 году. Южная часть улицы сформировалась к началу 1960-х годов при застройке 74-го квартала района Хорошёво-Мнёвники пятиэтажными «хрущёвскими» домами. В 1963 году по ней провели маршрут троллейбуса № 43.
В 1967 году улицу продлили по территории бывшего совхоза Тепличный на север до улицы Берзарина и соединили в одну магистраль с 1-й улицей Октябрьского Поля.
В 1964 году новая улица стала называться улицей Народного Ополчения. В 1974 году накануне Дня Победы на улице у пересечения с проспектом Маршала Жукова был установлен памятный знак «Ополченцы Москвы» (скульптор О. С. Кирюхин, архитектор А. П. Ершов).
В декабре 1972 года на пересечении с улицей Маршала Бирюзова была открыта станция метро «Октябрьское Поле». В 2021 году на пересечении с проспектом Маршала Жукова была открыта станция метро «Народное Ополчение».

## Расположение
Улица Народного Ополчения начинается от Карамышевского моста и Карамышевской набережной, продолжая улицу Нижние Мнёвники. Улица проходит на север, пересекает улицу Мнёвники (справа) и проспект Маршала Жукова, далее пересекает улицу Маршала Тухачевского и поворачивает на северо-восток. После этого пересекает улицу Берзарина, к ней примыкают с северо-запада улицы Маршала Вершинина и Маршала Мерецкова, а с юго-востока — Маршала Малиновского. Далее пересекает улицу Маршала Бирюзова, с северо-запада примыкает улица Маршала Рыбалко (слева). За Песчаным путепроводом через железнодорожные линии Малого кольца МЖД переходит в улицу Алабяна.

## Здания и сооружения
По нечётной стороне:

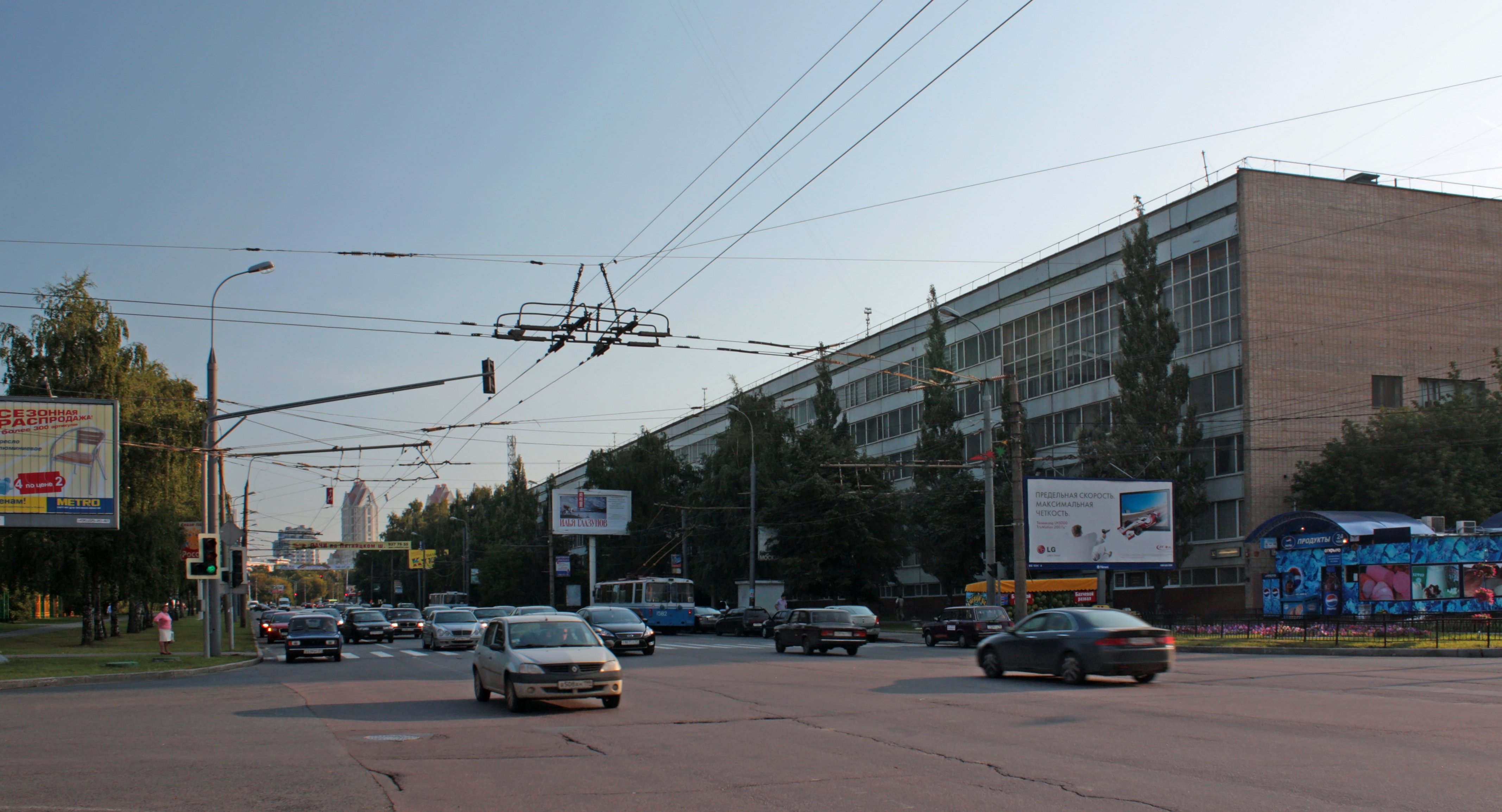
№ 32 Московский технический университет связи и информатики

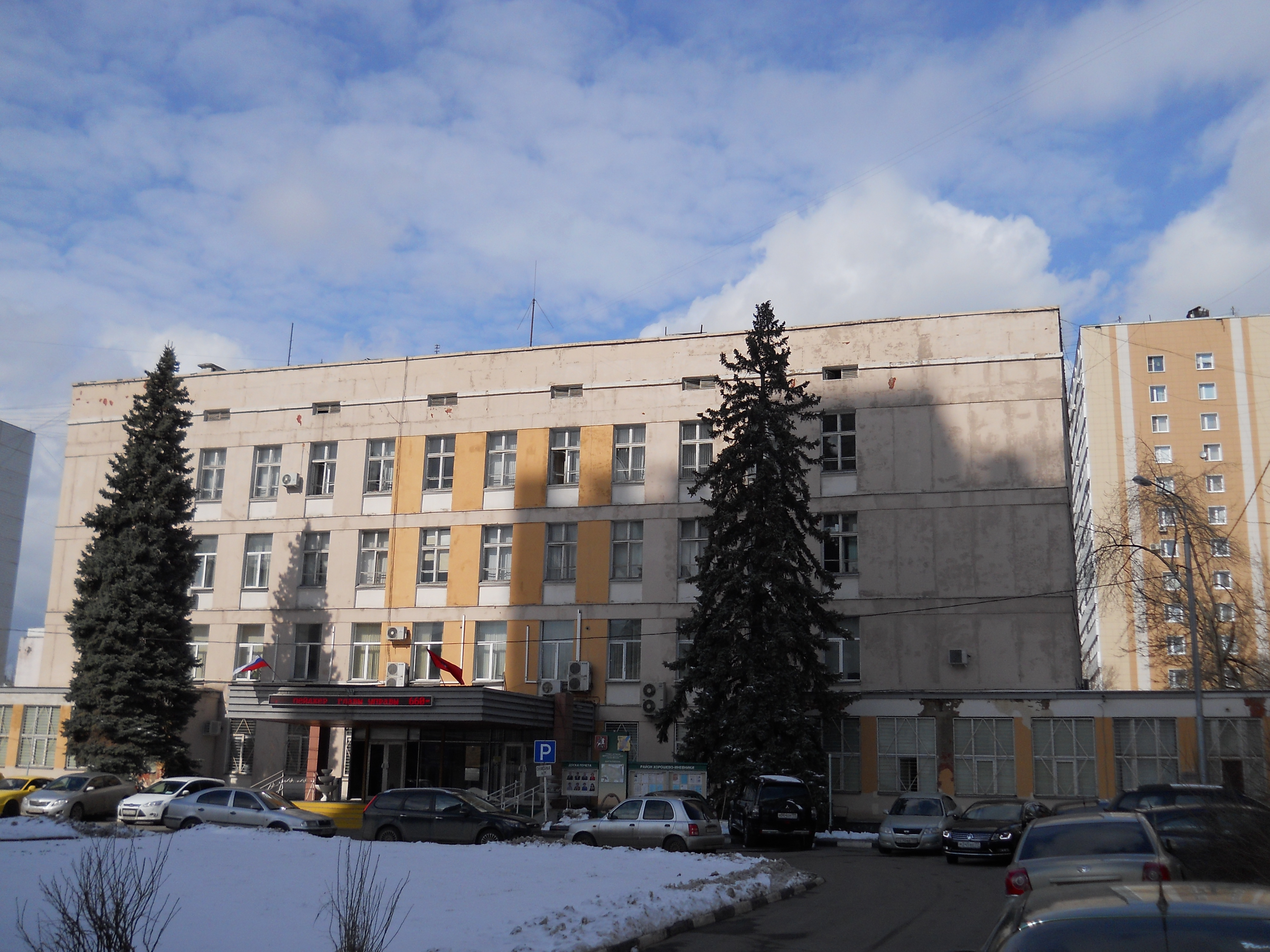
№ 33, корпус 1. Управа района Хорошёво-Мнёвники

- № 7/2 — Детская художественная школа № 2;
- № 9/4 — Детская городская поликлиника № 6;
- № 9, стр. 3 — жилой дом НКВТ (Наркомата водного транспорта), построен в 1936—1937 годах в ансамбле Карамышевского гидроузла канала имени Москвы. Внесён в Красную книгу Архнадзора (электронный каталог объектов недвижимого культурного наследия Москвы, находящихся под угрозой), номинация — угроза сноса[7];
- № 11/1, 11/2, 11/3 — ЖК «Wellton Towers» — 48-58-этажные небоскрёбы. Являются самыми высокими зданиями улицы;
- № 23/2 — Хорошёвский отдел ЗАГС;
- № 27, корпус 1 — девятиэтажный жилой дом, с 1970 по 1989 год в нём жил литературовед А. В. Храбровицкий[8].
- № 27/2 — гимназия № 1515;
- № 29/1 — музей «Самоцветы»;
- № 31 — Московский техникум информатики и вычислительной техники;
- № 33 — Хорошёвская межрайонная прокуратура;
- № 33/1 — Управа района Хорошёво-Мнёвники, Муниципальный фонд поддержки малого предпринимательства СЗАО г. Москвы;
- № 33/3 — Центр занятости населения СЗАО г. Москвы;
- № 35 — Главный клинический госпиталь МВД России;
- № 37 — Детская библиотека № 98;
- № 39/2 — Мультимедиа Холдинг («Наше Радио», «Best FM», «RU.FM», «Rock FM» и «Радио Ultra»).

По чётной стороне:
- № 10/3 — детский сад № 1887;
- № 12/3 — Дом культуры «Берендей»;
- № 12/6 — Музей барона Мюнхаузена;
- № 16/4 — гимназия № 1522;
- № 22/4 — лицей № 1560 корпус № 4 (в корпусе Лицея находится Музей педагогической славы Северо-Западного учебного округа);
- № 22/2 — торговый центр «Европа»;
- № 32 — Московский технический университет связи и информатики (МТУСИ);
- № 38/2 — Российский заочный институт текстильной и лёгкой промышленности;
- № 42/2 — детский сад № 803;
- № 42, корп. 2 — жилой дом. Здесь жил историк В. М. Кабузан[9];
- № 46/1 — торговый центр «Дарья»;
- № 48, корп. 1 — жилой дом. Здесь жил гистолог, иммунолог А. Я. Фриденштейн[10];
- № 50 — Военно-дипломатическая академия Министерства обороны Российской Федерации;
- № 52/1 — детский сад № 1482.
- № 54 — жилой дом. Построен в середине 1970-х годов по проекту архитектора А. Г. Ечеистова[11].

## Памятники
Памятник Ополченцам Москвы находится в сквере на пересечении проспекта Маршала Жукова и улицы Народного Ополчения (1974 год, скульптор О. С. Кирюхин, архитектор А. П. Ершов).
Скульптура изображает группу ополченцев, полностью экипированных и готовых вступить в бой.

## Транспорт

### Метро
- В конце улицы расположены станция метро  Октябрьское Поле и станция МЦК  Панфиловская.
- В 400 м от начала улицы (развязка с проспектом Маршала Жукова) располагается западный вестибюль станции метро  Народное Ополчение.

### Автобус
По улице проходят маршруты автобусов:
- 26:  Сокол —  Октябрьское Поле — Живописная улица
- 39: Улица Расплетина —  Октябрьское Поле —  Зорге —  Хорошёво —  Полежаевская —  Беговая —  Улица 1905 года —  Краснопресненская/ Баррикадная — Никитские Ворота
- 39к: Улица Расплетина —  Октябрьское Поле —  Зорге —  Хорошёво —  Полежаевская
- 100: Щукино —  Щукинская —  Октябрьское Поле —  Сокол
- 105:  Щукинская —  Октябрьское Поле —  Сокол —  Динамо
- 253: Щукино ―  Щукинская ―  Октябрьское Поле ― Проспект Маршала Жукова (обратно через улицу Маршала Соколовского)
- 253к: Проспект Маршала Жукова —  Октябрьское Поле
- 300
- 691:  Сокол —  Октябрьское Поле —  Молодёжная
- 691к:  Сокол —  Октябрьское Поле — Больница № 67
- 800: Щукино —  Щукинская —  Октябрьское Поле —  Хорошёво —  Полежаевская
- т19: Крылатское —  Крылатское —  Октябрьское Поле —  Сокол
- т59: Серебряный бор — Улица Генерала Глаголева —  Октябрьское Поле —  Сокол
- т61: Карамышевская набережная —  Октябрьское Поле —  Панфиловская

Автобусы 39 и 39к имеют оттянутые развороты по улице от улицы Маршала Бирюзова до улицы Берзарина при движении в сторону метро «Полежаевская» и от улицы Маршала Бирюзова до станции  Панфиловская при движении в сторону улицы Расплетина. Автобусы 253 и 253к проходят по улице только в направлении проспекта Маршала Жукова, остановок на улице не имеют.

## Благоустройство
В 2019 году улица Народного Ополчения была частично благоустроена. В рамках программы «Мой район» на участке улицы от дома 22 до дома 28, а также от дома 21 до дома 29, к. 1 была обустроена пешеходная зона с расширенными тротуарами и скамейками для отдыха. Территорию украшают информационные стенды в виде кубов, рассказывающие об истории улицы.

## Северо-Западная хорда
Северо-Западная хорда — автомобильная дорога в Москве. Строится вместо Четвёртого транспортного кольца, от которого было решено отказаться в силу его крайней дороговизны. Северо-Западная хорда насчитывает в себе 5 участков, которые проектируются и строятся отдельно друг от друга.
В рамках строительства 3-го участка Северо-Западной хорды велось строительство тоннеля на пересечении улиц Народного Ополчения и Берзарина, а также реконструкция улицы Народного Ополчения, которая велась с 2012 года.
Была построена и открыта для движения развязка на пересечении ул. Народного Ополчения и проспекта Маршала Жукова. Произведены работы по альтернативному озеленению этого транспортного узла.
В 2015 году на полтора года из-за строительства винчестерного тоннеля Северо-Западной хорды улица Народного Ополчения частично перекрыта.
С открытием тоннеля 13 сентября 2016 года движение по улице полностью восстановлено.